# Dekot

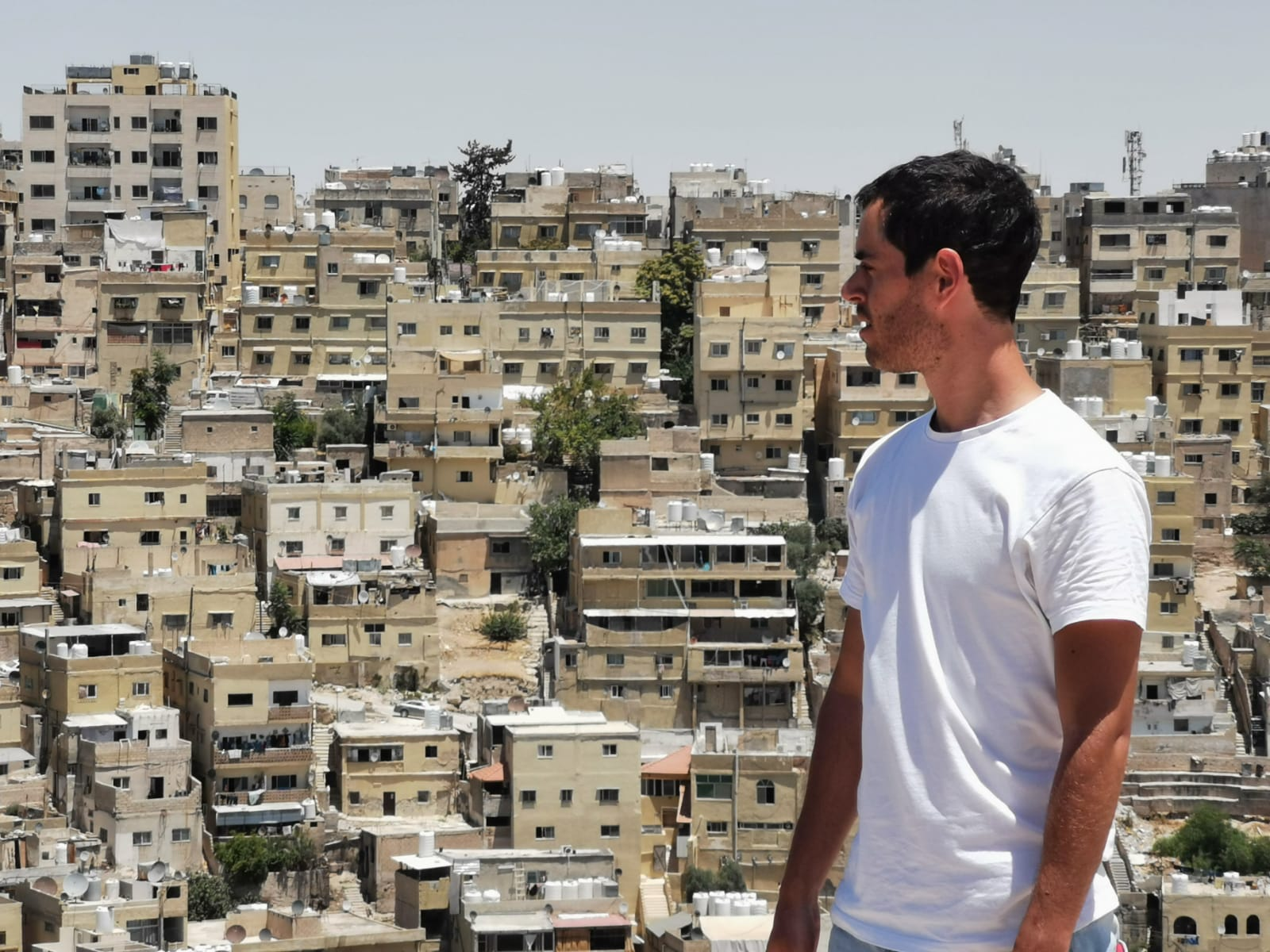
Ibai Ayerza e Ibon Aguirre

Dekot es un grupo de música fundado en Maruri en 2014. Aunque la música de Dekot se puede definir como punk alternativo, en su repertorio se pueden encontrar otros géneros musicales como el pop, la música electrónica y el indie.

## Biografía
En el segundo semestre de 2014 Ibai Ayerza Sánchez fundó el grupo la localidad vizcaína de Maruri-Jatabe. En 2016 publicaron una maqueta de cuatro temas y gracias a ello ganaron el concurso de maquetas de Gaztea ese mismo año. En ese mismo año, la mitad de los integrantes abandonaron el grupo. Ibai e Ibon Aguirre Chavero decidieron seguir adelante con el proyecto. En 2017 publicaron una canción llamada In the ocean. Tras muchos cambios de dirección, en 2021 lanzan su primer trabajo de larga duración: Döner Kebab Pizza Italia (grabado y mezclado en los Estudios Gaztain de Zestoa bajo la dirección de Ibai Ayerza y Eñaut Gaztañaga). En 2023, en las mismas condiciones, lanzan su segundo álbum llamado Photoplayer. 2025 es el año en el que Ibai Ayerza, ya en solitario, publica el tercer LP: Axis Mundi. El grupo ha ofrecido varias actuaciones en multitud de ciudades y pueblos de España. Aunque la mayoría de las letras están escritas en castellano, en sus discos no faltan canciones cantadas en euskera o inglés. Actualmente, no ofrecen actuaciones en directo bajo el nombre de Dekot.

## Discografía
- Dekot - EP (2016, autoproducción)
- In the Ocean - Single (2017, autoproducción)
- Döner Kebab Pizza Italia - LP (2021, autoproducción)
- Photoplayer - LP (2023, autoproducción)
- Axis Mundi - LP (2025, autoproducción)